# Відута Любов Йосифівна
Любов Йосифівна Відута (9 березня 1970, Львів) — письменниця, (поетеса і прозаїк).

## До життєпису
Закінчила:
- Львівський технікум промислової автоматики (з відзнакою), спеціальність «Електронні обчислювальні машини, прилади і пристрої»
- Державний університет «Львівська політехніка», спеціальність «Автоматика і управління в технічних системах»

Хобі — читання книг, подорожі, вирощування квітів.

## Творчість
Окремі кнгиги:
1. «Працьовита бджілка», 2008 р., в-во «Сполом», Львів
2. «Ким я буду? Ким я стану?», 2009 р., в-во «Сполом», Львів
3. «Усміхнулось сонечко», 2010 р., в-во «Сполом», Львів
4. «Сонечко сміється», 2011 р., в-во «Сполом», Львів
5. «В країні несполоханого щастя», 2012 р., в-во «Сполом», Львів,
6. «Колискові», 2012 р., в-во «Елвик», Харків
7. «Вітрила простору», 2012 р., в-во «Простір», Львів
8. «Вчимося порівнювати», 2012 р., в-во «Пегас», Харків
9. «Учимся сравнивать», 2012 р., в-во «Пегас», Харків
10. «Розвиваємо логіку», 2013 р., в-во «Пегас», Харків
11. «Развиваем логику», 2013 р., в-во «Пегас», Харків
12. «Розвиваємо малюка», 2014 р., в-во «Пегас», Харків
13. Білінгва «У царстві Лева», 2015 р., в-во «Чорні вівці», Чернівці
14. «Вчимо частини тіла», 2016 р., в-во «Пегас», Харків
15. «Правдиві оповіді про отця Кирила Селецького», 2018 р., в-во « Місіонер», Львів
16. «Хто це?», 2018 р., в-во «Пегас», Харків
17. «Абетка», 2018 р., в-во «Пегас», Харків
18. «Ловці думок», 2018 р., в-во Віват, Харків
19. "Корабель світлих мрій", 2019 р., в-во "Світ", Львів
20. "За вкраденим часом", 2022р.,в-во "Сполом", Львів
21. «Украіна» енциклопедія, 2023р., в-во «Пегас», Харків
22. "Бальні танці або Хлопець для Марти ", в-во "Богдан ", Тернопіль

Твори у збірках:
1. Збірка «Материнська молитва» 2014 р., в-во «Наш формат», Київ
2. Збірка «Нові історії про хлопчиків і дівчаток», 2014 р., в-во «Ранок», Харків
3. Збірка «Їде маршрутка», 2017 р., в-во КМ-Букс, Київ
4. Збірка «Метро», 2017 р., в-во КМ-Букс, Київ
5. Збірка «Водний транспорт», 2017 р., в-во КМ-Букс, Київ
6. Збірка, «Вишиванка для сонечка», Дніпро,2018 р., в-во Талант
7. Збірка "Насипали зима сніжинок на долоньки",2020 р., Харків - книга шрифтом Брайля
8. Збірка "Чи бачать небеса котів:, 2024р., в-во "Богдан ", Тернопіль

Твори у хрестоматіях:
1. Хрестоматія сучасної української дитячої літератури для читання в 1,2 класах, «Видавництво Старого Лева», 2017 р., Львів
2. Хрестоматія української літератури «Коло читання» 1-2 класи, 2017 р., в-во «Ранок», Харків
3. Хрестоматія української літератури «Коло читання» 3 клас, 2017 р., в-во «Ранок», Харків
4. Хрестоматія української літератури «Коло читання» 4 клас, 2017 р., в-во «Ранок», Харків
5. «Сучасні українські письменники — дітям» рекомендоване коло читання, 1 клас, 2018 р., в-во «Навчальна книга- Богдан», Тернопіль
6. «Сучасні українські письменники — дітям» рекомендоване коло читання, 2 клас, 2018 р., в-во «Навчальна книга- Богдан», Тернопіль, та інші…
7. Серія "Шкільна бібліотека" Посібник "Сучасна література рідного краю" для 5-7 класів в-во "Соняшник", 2020 рік

## Відзнаки
- У 2021 році отримала звання "Золота письменниця України"
- Переможець Міжнародного літературного конкурсу «Коронація слова» в номінації «Сучасне українське фентезі» 2017 року за роман "Ловці думок",
- Дипломант Міжнародного конкурсу "Коронація слова" 2020р. за підлітковий роман "Бальні танці або хлопець для Марти".
- У 2020 році отримала відзнаки у номінації "Приз читацьких симпатій" з романом "За вкраденим часом", повістю"Софійка, кіт Муркотун та бабуся Казка", повістю "Таємниці лісових фортець" у Молодій та дитячій Коронації Слова
- переможець Всеукраїнського літературного конкурсу імені Леся Мартовича, номінація — твори для дітей, 2016 р.,
- лауреат цієї ж премії у 2014 році,
- двічі фіналіст міжнародного літературного конкурсу на кращий твір для дітей «Корнійчуковська премія» (у 2015 році — за поезію, у 2016 році — за прозу),
- фіналіст конкурсів «Великий їжак», «Pro Patria» та інших…